# Euthalia remias
Euthalia remias är en fjärilsart som beskrevs av Corbet 1945. Euthalia remias ingår i släktet Euthalia och familjen praktfjärilar. Inga underarter finns listade i Catalogue of Life.